# Педро Опасо
Педро Опасо Летельє (ісп. Pedro Opaso Letelier; 20 липня 1876 — 9 квітня 1957) — чилійський політичний діяч, тимчасовий віце-президент Чилі у 1931 році.

## Біографія
Народився у місті Талька у родині Урсічіно Опасо і Маргарити Летельє. Навчався в рідному місті, потім відвідував Університет Чилі, де здобув фах лікаря.
Почав політичну кар'єру мером міста Ріо Кларо. У 1920 році Опасо кілька разів був призначений міністром як представник Демократичної ліберальної партії. Був обраний депутатом від провінції Куріко (1921—1924), сенатором від провінції Талька (1924—1930) та від провінцій Талька, Лінарес та Куріко (1930—1932).
На момент відставки у 1931 році президента Карлоса Ібаньєса дель Кампо Опасо займав посаду голови Сенату Чилі. Таким чином він взяв на себе роль тимчасового віце-президента. Вступив на посаду 26 липня 1931 року і того дня створив уряд на чолі з Хуаном Монтеро Родрігесом, міністром внутрішніх справ, та Педро Бланк'є, другим ключовим гравцем, міністром фінансів.
Коли міністри зібрались на засідання наступного дня, Опасо подав у відставку за указом Монтеро. Таким чином він займав посаду менше 24 годин. Швидкість, яку він продемонстрував, щоб звільнитися від влади, заробила йому прізвисько «Передавач» (ісп. El Pasador), яке супроводжувало його до смерті.
Після того, як він фактично очолював країну протягом нетривалого часу, обирався сенатором від провінцій Куріко, Талька, Лінарес (1933—1949) і Президентом Сенату у 1944 році.
Помер в Сантьяго в 1957 році.